# One for the Road (April Wine)
One for the Road è un album dal vivo del gruppo rock canadese April Wine, pubblicato nel 1985.

## Tracce
1. Anything You Want, You Got It – 4:05
2. I Like to Rock – 3:56
3. All Over Town – 3:06
4. Just Between You and Me – 3:43
5. Enough is Enough – 3:47
6. This Could be the Right One – 4:16
7. Sign of the Gypsy Queen – 5:11
8. Like a Lover, Like a Song – 4:55
9. Comin' Right Down on Top of Me
10. Rock n' Roll Is a Vicious Game – 4:56
11. Roller – 4:16

## Formazione
- Myles Goodwyn – voce, chitarre, tastiere
- Brian Greenway – voce, chitarre
- Gary Moffet – chitarre, cori
- Steve Lang – basso, cori
- Jerry Mercer – batteria, cori